# Ютан (Небраска)
Ютан (англ. Yutan) — місто (англ. city) в США, в окрузі Сондрес штату Небраска. Населення — 1347 осіб (2020).

## Географія
Ютан розташований за координатами 41°14′34″ пн. ш. 96°23′46″ зх. д. / 41.24278° пн. ш. 96.39611° зх. д. (41.242648, -96.396230).  За даними Бюро перепису населення США в 2010 році місто мало площу 1,37 км², уся площа — суходіл. В 2017 році площа становила 1,49 км², уся площа — суходіл.

## Демографія
Згідно з переписом 2010 року, у місті мешкали 1174 особи в 432 домогосподарствах у складі 324 родин. Густота населення становила 858 осіб/км².  Було 449 помешкань (328/км²).
Расовий склад населення:
| - 98,0 % — білих - 0,9 % — чорних або афроамериканців - 0,1 % — корінних американців - 0,1 % — азіатів |

До двох чи більше рас належало 0,5 %. Частка іспаномовних становила 1,9 % від усіх жителів.
За віковим діапазоном населення розподілялося таким чином: 30,9 % — особи молодші 18 років, 59,1 % — особи у віці 18—64 років, 10,0 % — особи у віці 65 років та старші. Медіана віку мешканця становила 35,4 року. На 100 осіб жіночої статі у місті припадало 100,3 чоловіків;  на 100 жінок у віці від 18 років та старших — 93,6 чоловіків також старших 18 років.
Середній дохід на одне домашнє господарство  становив 67 925 доларів США (медіана — 65 313), а середній дохід на одну сім'ю — 71 695 доларів (медіана — 67 500). Медіана доходів становила 43 606 доларів для чоловіків та 37 292 долари для жінок. За межею бідності перебувало 4,7 % осіб, у тому числі 3,1 % дітей у віці до 18 років та 3,0 % осіб у віці 65 років та старших.
Цивільне працевлаштоване населення становило 631 осіб. Основні галузі зайнятості: освіта, охорона здоров'я та соціальна допомога — 22,0 %, роздрібна торгівля — 13,6 %, виробництво — 12,2 %, науковці, спеціалісти, менеджери — 11,7 %.